# Needy Streamer Overload
Needy Streamer Overload — приключенческий визуальный роман в жанре дэмпа 2022 года, созданный японским разработчиком Xemono и опубликованный WSS Playground для Microsoft Windows, macOS и Nintendo Switch. Игрок берёт на себя роль менеджера стримера женского пола. Он принимает за неё решения, чтобы она могла достичь своей цели — набрать миллион подписчиков в течение месяца. Первоначально игра называлась Needy Girl Overdose, но в ноябре 2021 года название было изменено в рамках подготовки к западному релизу. Игра сохранила своё первоначальное название в Японии.

## Сеттинг
Амэ (яп. あめちゃん Амэ-тян) — человек с психическими отличиями, эмоционально зависимая молодая девушка, которая бросила школу и заперлась дома. Она живёт вместе с главным героем. Чтобы платить за аренду, а также удовлетворять свои парасоциальные потребности во внимании, Амэ решает начать вести прямые трансляции в Интернете. Она берёт псевдоним «OMGkawaiiAngel» (яп. 超絶最かわてんしちゃん Тёдзэцусай кава тэнси-тян, букв. «трансцендентный милый ангел»), иногда сокращая его до «KAngel» (яп. 超てんちゃん Тётэн-тян). Она общается со зрителями своего стрима, надевая парик и макияж. Главному герою, ласково называемому Пи-тян (яп. ピ пи), поручено управлять её повседневной жизнью, пока она увеличивает количество своих подписчиков.

## Геймплей

Скриншот из игры, демонстрирующий интерфейс игры. Прямую трансляцию Амэ можно увидеть в верхнем левом углу, а её статистику можно отслеживать в диспетчере задач в правом верхнем углу. Игрок общается с ней с помощью мессенджера JINE в правом нижнем углу. Ежедневные действия выбираются с помощью иконок на рабочем столе.

Игрок взаимодействует с Амэ исключительно через пользовательский интерфейс в пастельных тонах в стиле Windows 95, выбирая ежедневные поручения с помощью иконок на рабочем столе, отслеживая её статистику через диспетчер задач и разговаривая с ней через службу обмена мгновенными сообщениями под названием JINE. Каждый день делится на полдень, сумерки и вечерние временные интервалы, и различные действия могут занимать один или несколько из этих временных интервалов; Амэ может стримить только вечером, так как это время суток, когда зрители наиболее активны. Во время прямых трансляций игрок берёт на себя роль модератора контента, отвечающего за удаление или продвижение комментариев зрителей в чате трансляции. После стрима или других действий игрок может получить представление о мыслях и настроении Амэ через её сообщения в социальной сети «Tweeter», пародии на Twitter.
Помимо количества подписчиков, у Амэ есть три характеристики, за которыми игрок должен будет следить, а именно стресс, привязанность (к игроку) и ментальная тьма; если определённые характеристики станут слишком высокими или низкими, Амэ начнёт проявлять неблагоприятные эффекты. Действия, которые игрок может выбрать для Амэ, могут включать поиск новых идей для стримов, совместное времяпрепровождение, сон или злоупотребление рецептурными и запрещёнными наркотиками; каждое действие влиет на характеристики Амэ по-разному.
В игре 22 различных концовок, которые зависят от выбора игрока.

## Разработка
Разработка игры началась в июне 2020 года под первоначальным названием Needy Girl Overdose. Название игры для её выпусков на английском и китайском языках позже было изменено на Needy Streamer Overload и «主播女孩重度依賴» (кит. zhǔbō nǚhái zhòngdù yīlài); причина смены названия не разглашается. В процессе разработки игра была прототипирована в Figma, а затем создана с помощью движка Unity. Изначально выпуск игры планировался на весну 2021 года; в конечном итоге была объявлена дата выпуска 5 июня 2021 г. Однако позже разработчики вновь перенесли выход игры, сославшись на необходимость дополнительных улучшений качества. Позже было объяснено, что эта семимесячная задержка позволила реализовать дополнительные сценарии игровых событий и увеличить количество анимаций в три-четыре раза. Диалоги в игре содержат более 140 000 слов в оригинальном японском сценарии.
Нялра (яп. にゃるら), который ранее писал различную литературу, посвящённую психическим заболеваниям, отвечал за планирование и написание игры, а иллюстратор Охисасибури (яп. お久しぶり) отвечал за дизайн персонажей. На художественное направление игры сильно повлияла эстетика vaporwave и ретро-пиксельная графика эпохи PC-98, а также игры бисёдзё 1990-х годов. Изначально на ранних этапах разработки планировалось четыре разных женских персонажа с уникальными чертами характера, однако в конечном итоге было решено, что в финальной игре будет только одна героиня, сочетающая различные черты характера в одном персонаже.

## Музыка
Авторы музыкальной темы игры «Internet Overdose» — продюсер Aiobahn и вокалистка Kotoko. Они сочинили и спродюсировали песню в стиле демпа. Песня доступна в музыкальных ритм-играх Muse Dash и Arcaea в рамках коллаборации. Тема также попала в чарт Spotify «Japan Viral 50».
4 апреля 2022 года издатель WSS Playground объявил, что помимо продажи через онлайн-сервисы распространения музыки, саундтрек к игре также будет выпущен на 12-дюймовом формате виниловой пластинки. Дата выпуска — 29 июня 2022 года.

## Критика
| Иноязычные издания | Иноязычные издания |
| Издание            | Оценка             |
| ------------------ | ------------------ |
| IGN Japan          | 7/10               |
| Noisy Pixel        | 8,5/10             |
| Everyeye.it        | 5/10               |
| Inven              | 6,2/10             |

За первую неделю выпуска Needy Streamer Overload было продано более 100 000 копий. По состоянию на июнь 2022 года в Steam было продано более 500 000 копий игры с рейтингом «крайне положительный», основанным на более чем 12 000 отзывах пользователей.
IGN Japan отмечает, что игра заслуживает внимания как произведение сатиры, направленное на разграничение современной культуры прямых трансляций и токсичных отношений. IGN Japan хвалит искусство и презентацию игры, однако критикует ограниченный выбор, доступный для выражения личности игрока, утверждая, что игроку не даётся возможность должным образом осознать какие-либо последствия их взаимодействия с Амэ. Персонаж Амэ был описан как «заблуждение мужчины-ботаника» о том, на что похожи девушки, а не как реально ведут себя женщины.
Dengeki Online предполагает, что, несмотря на необоснованное использование психически тревожного контента, Needy Streamer Overload — это качественная работа, полная выразительности, которая может быть представлена только с помощью игр как развлекательной среды, а также указывает, что игроки, незнакомые с интернет-культурой, могут не полностью оценить то, что игра пытается изобразить.
Обзор от ITmedia упоминает, что, хотя в игре есть несколько грубых областей и ошибок, которые отвлекают от впечатления, игра по-прежнему представляет собой отечественную японскую инди-игру с высокой степенью точности, вложенной в неё, тщательно высмеивая интернет-зависимость предполагаемой аудитории, в то же время признавая, как это является частью их личности.
В другом обзоре, опубликованном United Daily News, сравнивается игровой процесс Needy Streamer Overload с Undertale в отношении того, как игрок узнаёт все больше и больше об Амэ во время каждого последующего прохождения для получения всех концовок. Признавая, что темы этой игры могут быть слишком тяжёлыми для некоторых зрителей, обзор утверждает, что игра является «шедевром» для игроков, которым нравится исследовать проблемы менхера и являются поклонниками культуры демпа, а также похвалил официальную локализацию игры на китайский язык, особенно в отношении использования китайских интернет-мемов, утверждающих, что они точно выражают настроение оригинального японского сценария, но при этом сохраняют некоторую степень фамильярности с аудиторией.
Everyeye.it даёт более критический обзор игры, утверждая, что это тревожная и морально спорная игра, в которой используется двусмысленность, чтобы скрыть очевидную ненависть игрока к Амэ. Она видна по способности игрока мучить её, и как игра вознаграждает игроков, которые предпочитают игнорировать последствия для психического здоровья Амэ, позволяя ей принять наркотики и вызвать передозировку и порезать себе вены, чтобы продвигаться по игре и открывать новые сценарии для исследования. В обзоре также критикуется то, что автор обзора считает недостатком прозорливости игры при использовании шокирующей ценности, предполагая, что такое использование выходит за рамки пародийных намерений.
Южнокорейский игровой журнал Inven похвалил саундтрек к игре и общую атмосферу, однако критикует короткую продолжительность игры и повторяющийся характер прохождения, утверждая, что в отличие от других «симуляторов воспитания», таких как Princess Maker, которые кажутся полезными по ходу игры, Needy Streamer Overload может не дать игроку такого большого чувства выполненного долга, несмотря на то, что это игра с похожей предпосылкой.